# Distretto di Tyvriv
Il distretto di Tyvriv (in ucraino Тиврівський район?) era un distretto dell'Ucraina, situato nell'oblast' di Vinnycja. Il suo capoluogo era Tyvriv. È stato soppresso con la riforma amministrativa del 2020.